# Oostègit
Un oostègit és una solapa gran i flexible que s'estén de forma medial des de les coxes (primer segment) dels pereiopodis (apèndixs toràcics) en alguns crustacis femelles. Forma part del marsupi dels membres del superordre Peracarida, de la classe Malacostraca (crancs, gambes, krill i altres).